# Portrait d'Anne de Clèves
Le Portrait d'Anne de Clèves est un tableau réalisé en 1539 par le peintre bâlois d'origine allemande Hans Holbein le Jeune. De format vertical, cette huile sur vélin collé sur toile est le portrait à mi-corps d'Anne de Clèves, qui y figure les mains jointes, vêtue de rouge et or devant un fond bleu.
Tout comme le Portrait de Christine de Danemark aujourd'hui à la National Gallery de Londres, l'œuvre est exécutée à la demande d'Henri VIII, alors à la recherche d'une nouvelle épouse, après la mort de Jeanne Seymour.   Achetée par Louis XIV en 1671, elle est conservée depuis son ouverture au musée du Louvre, à Paris, en France.